# 吴沙林
吴沙林(1977年11月20日-)，出生于四川省成都市，科技行业持续创业者、企业家，现任美国西雅图Wyze Labs合伙人及副总裁。

## 经历
1995年发明WOLF DOS磁盘操作系统，获得著名物理学家、诺贝尔物理学奖获得者杨振宁教授亲自授予亿利达发明奖。
2002年创办深圳市美思科技有限公司(于2004年被中友集团收购)，任CEO。美思科技是国内第一批面向移动运营商和国产手机制造商的应用供应商(SP)  。
2004年创立面向移动运营商的解决方案供应商深圳市新呼吸科技有限公司，任CEO。2006年将新呼吸互联网项目剥离至上海，创办上海踢踏信息技术有限公司(T台网)，任副总裁和联合创始人。T台网是中国第一批Web 2.0网站代表，包含了移动博客、个人门户、媒体门户和团购平台。2008年在美国西雅图成立新呼吸科技有限公司美国子公司Cybecho Inc.。2010年创立T台网子品牌，国内第一个针对女性的化妆品团购平台“天天团”(于2011年被天天集团收购)。2017年新呼吸科技重组成立网思科技股份有限公司。
2011年创办中国第一个订阅式电子商务服务袜管家，被商业模式研究平台创富志评为年度优秀商业模式，并获得亿邦动力2011年度B2C明日之星奖项。
2018年在美国西雅图创立短视频学习平台Snack，任CEO。Snack是一个基于人工智能(AI)的移动学习平台，它通过学习类智能短视频流来帮助通勤族利用碎片时间快速学习。2018年9月，Snack获得搜狗投资。
2020年作为合伙人加入智能家居企业Wyze Labs，任副总裁，负责通过AI创新和软件服务实现商业化，推出服务包括Cam Plus、Cam Unlimited、Cam Unlimited Pro，以及Cam Protect、Home Monitoring等。

## 著作
《易学易用Internet》，电子科技大学出版社，1999, ISBN 7-81043-884-0
《WPS2000-从入门到精通》，电子科技大学出版社，1999，ISBN 7-81065-318-0
AI Agents Demystified: A Leader’s Guide to Innovation, Disruption, and Success in the AI Era, 2024, ISBN 979-8300217594